# Bob Black
Robert Charles Black Jr., bardziej znany jako Bob Black (ur. 4 stycznia 1951 Detroit) – amerykański pisarz i filozof polityczny będący przedstawicielem nurtu anarchizmu postlewicowego. Autor książek The Abolition of Work and Other Essays, Beneath the Underground, Friendly Fire, Anarchy After Leftism i Defacing the Currency oraz licznych esejów politycznych.

## Życiorys
Ukończył studia na Uniwersytecie Michigan i w Georgetown Law School. Później uzyskał tytuł Master of Arts z prawa i polityki społecznej na Uniwersytecie Kalifornijskim w Berkeley, z wymiaru sprawiedliwości w sprawach karnych na State University of New York at Albany, a także tytuł Master of Laws z prawa karnego na University at Buffalo School of Law. W czasie studiów licencjackich (1969–1973) rozczarował się Nową Lewicą z lat 70. i zaczął interesować się anarchizmem, socjalizmem utopijnym, komunizmem rad i innych lewicowych tendencji krytycznych zarówno wobec marksizmu-leninizmu, jak i socjaldemokracji. Informacje na temat owych nurtów poszukiwał m.in. wśród źródeł w Labadie Collection na Uniwersytecie Michigan, głównym zbiorze materiałów radykalnych, robotniczych, socjalistycznych i anarchistycznych stworzonym przez Jo Labadie, gdzie aktualnie przechowywane są również dokumenty i korespondencja Blacka. Wkrótce zainteresowała go myśl sytuacjonistyczna, egoistyczny komunizm i antyautorytarne analizy Johna Zerzana i wydawanego w Detroit magazynu „Fifth Estate”. Wyprodukował serię ironicznych plakatów politycznych podpisanych „The Last International”, najpierw w Ann Arbor w stanie Michigan, a następnie w San Francisco, gdzie przeniósł się w 1978. W Bay Area zaangażował się w działalność wydawniczą i kulturową undergroundu, pisząc recenzje i krytyki tego, co nazwał „środowiskiem marginalnym”. Od 1988 mieszka w północnej części stanu Nowy Jork. 
Black jest najbardziej znany z eseju The Abolition of Work z 1985, który został szeroko przedrukowany i przetłumaczony na co najmniej trzynaście języków. Twierdził w nim, że praca jest podstawowym źródłem dominacji, porównywalnym z kapitalizmem i państwem, które powinno zostać przekształcone w dobrowolną „produktywną zabawę”. Wśród swoich inspiracji Black wymienił francuskiego utopijnego socjalistę Charles’a Fouriera, brytyjskiego utopijnego socjalistę Williama Morrisa, rosyjskiego anarchokomunistę Piotra Kropotkina i sytuacjonistów. Książka The Abolition of Work and Other Essays, opublikowana przez Loompanics 1986, wraz z tytułowym esejem, zawierała niektóre z jego krótkich tekstów: Last Interrnational i niektóre teksty oraz recenzje przedrukowane z jego kolumny w „San Francisco's Appeal to Reason”, lewicowym i kontrkulturowym tabloidzie publikowanym w latach 1980-1984.
Dwa kolejne zbiory esejów zostały później opublikowane jako książki, Friendly Fire w 1990 i Beneath the Underground w 1994, ten ostatni poświęcony subkulturze DIY z lat 80. i 90. zwanej „środowiskiem marginalnym”, w którym Bob Black był mocno zaangażowany. W 1996 wydał książkę Anarchy after Leftism stanowiłą repwięcej, która stanowiła odpowiedź na publikację Murraya Bookchina z tego samego roku – Social Anarchism or Lifestyle Anarchism: An Unbridgeable Chasm, który skrytykował jako „anarchizm stylu życia” różne nietradycyjne tendencje współczesnego anarchizmu. Książka Blacka w 2011 została ponownie wydana jako e-book w ramach internetowej Biblioteki Anarchistycznej. Tę wersję uzupełniono o szerszą krytykę antropologicznej teorii Bookchina, w tym jego wolnościowego municypalizmu, który Black określał jako „mini etatyzm”. W 2015 wydana została książka Instead of Work, w której zebrano publikacje Blacka dotyczące pracy z lat 1985-2015.
Od 2000 Black koncentruje się w swojej twórczości na tematach odzwierciedlających jego wykształcenie i zainteresowanie socjologią oraz i etnografią prawa, czego efektem są prace często publikowane w „Anarchy: A Journal of Desire Armed”. Jego ostatnie prace obejmowały anarchistyczne implikacje instytucji rozstrzygania sporów w bezpaństwowych społeczeństwach prymitywnych (argumentując, że mediacja, arbitraż itp. nie mogą w sposób realistyczny być włączone do amerykańskiego systemu wymiaru sprawiedliwości w sprawach karnych, ponieważ zakładają one anarchizm i względną równość społeczną niespotykaną w państwie/systemie klasowym). Na dorocznej anarchistycznej konferencji Berkeley Anarchist Students of Theory and Research and Development Conference w 2011 w Berkeley, Black prowadził warsztaty, na których argumentował, że w obecnym społeczeństwie przestępczość może być anarchistyczną metodą kontroli społecznej, zwłaszcza dla osób systematycznie zaniedbywanych przez system prawny. Artykuł oparty na tej prezentacji ukazał się w magazynie „Anarchy” oraz w jego książce z 2013 Defacing the Currency: Selected Writings, 1992–2012.
Black to od dawna krytyk demokracji, którą uważa za antytetyczną wobec anarchizmu. Kiedy Murray Bookchin stał się najsłynniejszym orędownikiem anarchizmu jako demokracji, dla którego demokracja bezpośrednia jest anarchizmem (z czym zgadzało się kilku naukowców, m.in. Cindy Milstein, David Graeber i Peter Staudenmeier), Bob Black odrzucał pogląd, że demokracja (bezpośrednia lub przedstawicielska) jest anarchistyczna. Przedstawił ten argument podczas prezentacji w Long Haul Bookshop (w Berkeley) w 2008. W 2011 CAL Press opublikowało broszurę Debunking Democracy, w której rozwinął przemówienie.

## Twórczość
Niektóre z jego prac z wczesnych lat osiemdziesiątych (antologizowane w The Abolition of Work and Other Essays) dotyczyły krytyki ruchu zamrażania broni jądrowej (Anti-Nuclear Terror), redaktorów anarchistycznego czasopisma „Processed World” (Circle A Deceit: A Review of Processed World), radykalnego feminizmu (Feminism as Fascism) czy prawicowych libertarian (The Libertarian As Conservative). Niektóre z tych esejów ukazały się wcześniej w San Francisco's Appeal to Reason (1981–1984), lewicowej i kontrkulturowej gazecie tabloidowej, w której Black miał swoją kolumnę.

### The Abolition of Work
Pisząc teksty umieszczone w książce The Abolition of Work and Other Essays z 1986 Bob Black czerpał z pewnych idei Międzynarodówki Sytuacjonistycznej, utopijnych socjalistów Charles’a Fouriera i Williama Morrisa, anarchisty Paula Goodmana oraz antropologów Richarda Borshaya Lee i Marshalla Sahlinsa. Black krytykuje pracę za jej przymus, a w społeczeństwie przemysłowym za przyjmowanie formy „zawodów” – ograniczenie pracownika do jednego określonego zadania, zwykle takiego, które nie wymaga kreatywności, a często nawet żadnych umiejętności. Alternatywą dla Blacka jest wyeliminowanie tego, co William Morris nazwał „bezużytecznym trudem” i przekształcenie użytecznej pracy w „produktywną zabawę”, z możliwością uczestniczenia w różnorodnych pożytecznych, ale nieodłącznie przyjemnych zajęciach, zgodnie z propozycją Charles’a Fouriera.

### Inne prace
Beneath the Underground z 1992 stanowi zbiór tekstów odnoszących się do tego, co Black nazywa „środowiskiem marginalnym” – subkultury zinowej DIY, która kwitła w latach 80. i wczesnych 90. Friendly Fire z 1992 jest, podobnie jak pierwsza książka Blacka, eklektycznym zbiorem poruszającym wiele tematów, w tym Art Strike, filozofię Friedricha Nietzschego, pierwszą wojnę w Zatoce Perskiej czy projekt telefoniczny Dial-a-Rumor, który prowadził z Zack Replica (1981–1983).
Książka Defacing the Currency: Selected Writings, 1992–2012 ukazała się nakładem Little Black Cart Press w 2013. Zawiera obszerną, niepublikowaną wcześniej krytykę Noama Chomsky'ego (Chomsky on the Nod). Podobny zbiór został opublikowany, w tłumaczeniu na język rosyjski, przez Hylaea Books w Moskwie. Najnowsza książka Blacka, również z LBC Books, to Zamiast pracy, która zawiera zbiór „The Abolition of Work” i siedem innych wcześniej opublikowanych tekstów, z uaktualnionym esejem After Thinkts on the Abolition of Work. Wstęp jest autorstwa pisarza science fiction Bruce'a Sterlinga.

## Publikacje

### Książki
- The Abolition of Work and other essays (1986)
- Anarchy after leftism (1997)
- Friendly Fire. Autonomedia (1990)
- Beneath the Underground (1994)
- Defacing the Currency: Selected Writings, 1992-2012 (2013)
- Instead of Work (2015)